# الحوائر (حبيش)

تعديل مصدري - تعديل

الحوائر محلة تابعة لقرية برحات، التابعة لعزلة قحزة بمديرية حبيش إحدى مديريات محافظة إب في الجمهورية اليمنية، بلغ تعداد سكانها 62 حسب تعداد اليمن لعام 2004.